# Mittenia plumula
Mittenia plumula är en bladmossart som beskrevs av Lindberg 1863. Mittenia plumula ingår i släktet Mittenia och familjen Mitteniaceae. Inga underarter finns listade i Catalogue of Life.